# 我們是蓋爾的黑衣軍
我們是蓋爾的黑衣軍  (Wir sind des Geyers schwarzer Haufen) 是一首20世纪德国民歌，它也是德国共产党、纳粹党黨員經常唱的歌曲，最後也成為了武装党卫军的军歌。

### 第一节：宣布斗争的使命
第一节奠定了整首歌的基调。士兵们自豪地宣布自己是盖耶尔黑色军团的一员，并明确他们的目标是对抗暴君。这一节充满了革命的气息，体现了士兵们强烈的战斗意志和为自由而战的坚定信念。副歌则通过“Spieß voran, draft und dran”（矛头向前，勇敢冲锋）的呼喊，传递了无所畏惧、勇往直前的精神。

### 第二节：质问贵族的正当性
第二节通过提到亚当和夏娃的故事，巧妙地质疑了贵族阶级的起源和正当性。歌词中提到：“当亚当耕地、夏娃纺纱时，贵族到底在哪里？”这一讽刺揭示了贵族与劳动人民的脱节，表明贵族的特权不是源于创造或劳动，而是建立在压迫普通人之上。这一节强化了士兵们的反抗正是为了普通劳动者，而不是为特权阶级。

### 第三节：赞颂领袖与起义
第三节将士兵们的领袖弗洛里安·盖耶描绘为工人阶级反抗压迫的象征。尽管被当局禁止，盖耶仍然成为士兵们的核心力量。歌词还提到“Bundschuh”，即16世纪德国西南部的一场农民起义。这一历史事件与盖耶的斗争联系在一起，将这首歌塑造成对农民阶级和工人阶级的斗争的致敬。

### 第四节：温斯堡的战斗
第四节提到了一场发生在温斯堡（Weinsberg）的战斗，士兵们在那里采取了激烈的行动，甚至烧毁了城镇，导致了重大伤亡。这一节凸显了他们在斗争中采取的极端措施，虽然这可能带来牺牲，但被视为实现目标的必要手段。这一描写表现出士兵们在面对强敌时的决绝与无畏，同时也暗示革命的代价。

### 最后一节：斗争的遗产
最后一节承认了盖耶军队的失败，但同时强调了他们的斗争不会白费。他们相信自己的后代将继续这场反抗的战斗，直到实现自由与正义。这一节传递出强烈的希望和信念，即使当前的战斗以失败告终，追求平等和自由的精神将世代传承。这种“虽败犹荣”的精神使得这首歌成为反抗压迫的象征。

### 总结
《Wir sind des Geyers schwarzer Haufen》不仅是一首民歌，更是一个时代的象征。它通过描绘16世纪德意志农民战争中反抗暴政的士兵们的故事，表达了对抗压迫的勇气和对自由的追求。这首歌对普通劳动者的命运和斗争进行了歌颂，同时也成为后来革命运动的重要象征。歌中充满了对贵族压迫的强烈批判和对斗争胜利的希望，其精神在后世得以延续，成为不同时代争取正义与平等的灵感来源。

## 历史使用
这首歌的歌词部分取自海因里希·冯·雷德（Heinrich von Reder）1885年的诗《我是可怜的昆拉德》（Ich bin der arme Kunrad），大约在1920年被Bündische Jugend圈子改编为歌词。旋律则由弗里茨·索特克（Fritz Sotke）于1919年创作。从风格来看，这首歌的文本带有农民战争时期农民诉求和言论的影子，反教权的倾向尤为明显。歌词中提到：“当亚当耕地、夏娃纺纱时，贵族都躲在哪儿呢？”这一句直接质疑了贵族的正当性。还有类似“我们想向天上的虚伪上帝抱怨，为何不能让我们杀死可恶的神父”的表述。这些内容分别可以追溯到1381年英国农民起义以及1476年尼克拉豪森的反对朝圣运动。 
这首歌共有13段，在两次世界大战期间被左翼和右翼的革命团体广泛传唱。国家社会主义也曾将其用于对抗天主教会，甚至成为党卫军的官方歌曲之一。1956年，东德国家人民军（NVA）第一版歌曲集中没有收录这首歌，但据称它后来成为东德官方歌曲的一部分。不过，很多时候歌集中只保留了这首歌的部分内容，而且其中的激进内容被弱化。例如，歌词中提到的“修道院的屋顶”被改为普通的“屋顶”或“骑士的屋顶”。
在战后，这首歌被多位音乐人和团体重新演绎。例如，歌手海诺（Heino）演唱过这首歌，中世纪风格的乐队如Die Streuner、Van Langen和Die Schnitter也以修改后的形式将其纳入曲目。而乐队Des Geyers Schwarzer Haufen的名字正是源自这首歌。此外，这首歌也被政治性乐队重新诠释，包括共产主义乐队Commandantes和新纳粹黑金属乐队Absurd，分别将其用于各自的政治表达。